# كين أندرو
كين أندرو (بالإنجليزية: Ken Andrew)‏ هو سياسي جنوب أفريقي، ولد في 30 مايو 1943. نشط حزبياً في Progressive Federal Party ‏.